# خامبالو
خامبالو (انگلیسی: Jambaló) نام شهری در کشور کلمبیا است.